# Marc Juli Coti
Marc Juli Coti (llatí: Marcus Julius Cottius), conegut simplement com a Coti, era fill de Donnus i rei de diverses tribus celto-lígurs dels Alps.
Anys més tard, quan l'Imperi Romà es va apoderar del país, aquesta regió dels Alps va ser anomenada Alpes Cottiae per mor d'aquest personatge. Quan August va dominar les tribus alpines, el territori que depenia de Coti va romandre independent fins que l'emperador va comprar la seva submissió donant-li la sobirania sobre 12 tribus amb el títol de Praefectus (prefecte). Després d'això, Coti es va convertit en un aliat i amic lleial d'August; va construir vies al seu territori i l'any 8 aC va erigir a Segusio (moderna Susa) un arc triomfal en honor de l'emperador, que encara existeix, on apareix el seu nom inscrit i el de les tribus sobre les que regnava. La seva autoritat es va transmetre al seu fill, a qui Claudi va donar el títol de rei. Però a la mort d'aquest príncep, Neró va convertir el regne en província romana, segons diuen Ammià Marcel·lí, Estrabó, Plini el Vell, Dió Cassí i Suetoni.